# Киш, Енох Генрих
Енох Генрих Киш (нем. Enoch Heinrich Kisch; 6 мая 1841, Прага — 1918) — один из основоположников бальнеологии.

## Биография
В 1862 году получил степень доктора медицины в Праге. Позже — профессор бальнеологии в Праге и одним из первых авторитетов своего времени в этой области. Особенно многим ему обязан курорт Мариенбад (ныне Марианске-Лазне), об источниках и целебных средствах которого им было издано множество популярных и научных работ. В ряду многочисленных сочинений Киша особенного внимания заслуживают «Руководство к общей и частной бальнеотерапии» (нем. «Handbuch der Allgemeinen und Speciellen Balneotherapie», 1875) и «Основы клинической бальнеотерапии» (нем. «Grundriss der Klinischen Balneotherapie», 1897).